# Christina Ager
Christina Ager, född 11 november 1995,  är en österrikisk alpin skidåkare. Hon gjorde sin första världscupstart den 16 november 2013 och kom på en fjärdeplats. Hon har innan dess tävlat i Europacupen.